# Fairview Entertainment
Fairview Entertainment – firma zajmująca się produkcją filmów i telewizji, założona przez reżysera i producenta Jona Favreau. Firma zyskała uznanie dzięki współpracy przy takich produkcjach, jak filmy z serii „Iron Man”, „Księga dżungli” (2016), „Król lew” (2019) oraz popularny serial telewizyjny „The Mandalorian” (2019). Dzięki innowacyjnemu podejściu do technologii oraz strategicznym partnerstwom z gigantami przemysłu filmowego, takimi jak Disney i Lucasfilm, Fairview Entertainment stało się jednym z kluczowych graczy w przemyśle rozrywkowym.

## Historia
Fairview Entertainment zostało założone pod koniec lat 90-tych przez Jona Favreau, który początkowo zdobył popularność jako reżyser filmów takich jak „Elf” (2003) i „Iron Man” (2008). Firma miała na celu rozwijanie nowych pomysłów i realizację ambitnych produkcji filmowych, które łączyłyby nowoczesną technologię z klasycznymi elementami narracyjnymi. Z biegiem lat Fairview Entertainment rozwijało swoje możliwości produkcyjne, przechodząc od filmów do pełnej produkcji telewizyjnej, a także angażując się w produkcję wirtualną.

## Produkcje
Firma Fairview Entertainment jest odpowiedzialna za wiele znanych produkcji, które miały duży wpływ na przemysł filmowy. Do najważniejszych projektów, przy których firma brała udział, należą:
- „Iron Man” (2008) – jeden z kluczowych filmów, który zapoczątkował rozwój Uniwersum Marvela. Produkcja ta była pionierska w zakresie efektów specjalnych i nowoczesnej technologii filmowej, co przyczyniło się do sukcesu nie tylko samego filmu, ale również całej serii.
- „Iron Man 2” (2010) – kontynuacja, która rozwijała historię Tony’ego Starka, bohatera, który wkrótce stanie się jednym z głównych filarów Marvel Cinematic Universe.
- „Księga dżungli” (2016) – reżyserowana przez Favreau, ta adaptacja klasycznej historii Rudyard’a Kiplinga została wyróżniona za innowacyjne wykorzystanie technologii CGI oraz realistyczne odwzorowanie dżungli.
- „Król lew” (2019) – komputerowo stworzona wersja klasycznego animowanego filmu Disneya. Produkcja, która zyskała uznanie zarówno wśród widzów, jak i krytyków, była jednym z przełomowych osiągnięć w wykorzystaniu technologii w produkcji filmów.
- „The Mandalorian” (2019) – pierwszy aktorski serial osadzony w uniwersum „Star Wars”. Produkcja ta, również związana z Fairview Entertainment, stała się przełomowa ze względu na użycie technologii Stagecraft do realizacji wirtualnych scen.

## Innowacje technologiczne
Fairview Entertainment jest również znane z wykorzystywania nowoczesnych technologii do produkcji filmów. Jednym z przełomowych osiągnięć firmy było wykorzystanie technologii Stagecraft, która zrewolucjonizowała sposób realizacji filmów. Stagecraft to technologia, która pozwala na tworzenie wirtualnych scen za pomocą dużych, zakrzywionych ekranów LED, co eliminuje potrzebę tradycyjnych planów zdjęciowych oraz pozwala na większą kontrolę nad każdym aspektem produkcji. Dzięki tej technologii zrealizowano takie projekty jak „The Mandalorian”, który stał się wzorem dla przyszłych produkcji w przemyśle filmowym.

## Związki z Disney
Fairview Entertainment jest blisko związane z Disney, zwłaszcza po przejęciu przez ten gigant mediów produkcji Jona Favreau. Firma współpracowała przy tworzeniu filmów i seriali, które weszły w skład rozwoju uniwersum Marvela, a także zrealizowała projekty takie jak „Król Lelw” oraz „Księga dżungli”, które były częścią większej strategii Disneya mającej na celu przywrócenie klasycznych animacji do kin w wersji komputerowo generowanej.

## Przyszłość
Z biegiem lat Fairview Entertainment nieustannie rozszerza swoje portfolio, angażując się w produkcję nowych filmów i seriali. Współpraca z Disneyem oraz innymi dużymi studiami filmowymi zapewnia firmie stabilną pozycję na rynku produkcji filmowych. Firma również planuje dalszy rozwój w obszarze produkcji wirtualnych oraz rozważa możliwości angażowania się w tworzenie treści związanych z rzeczywistością rozszerzoną (AR) i wirtualną (VR), które stają się coraz bardziej popularne w przemyśle rozrywkowym.